# لاسلو سابو (سياسي)
لاسلو سابو (بالمجرية: Szabó László) هو دبلوماسي وطبيب وسياسي مجري، ولد في 1965 في دبرتسن في المجر. انتخب سفير المجر لدى الولايات المتحدة ‏ (28 يوليو 2017 – ).